# Schoenobius
Schoenobius är ett släkte av fjärilar som beskrevs av Philogène Auguste Joseph Duponchel 1836. Enligt Catalogue of Life ingår Schoenobius i familjen Crambidae, men enligt Dyntaxa är tillhörigheten istället familjen mott.

## Bildgalleri

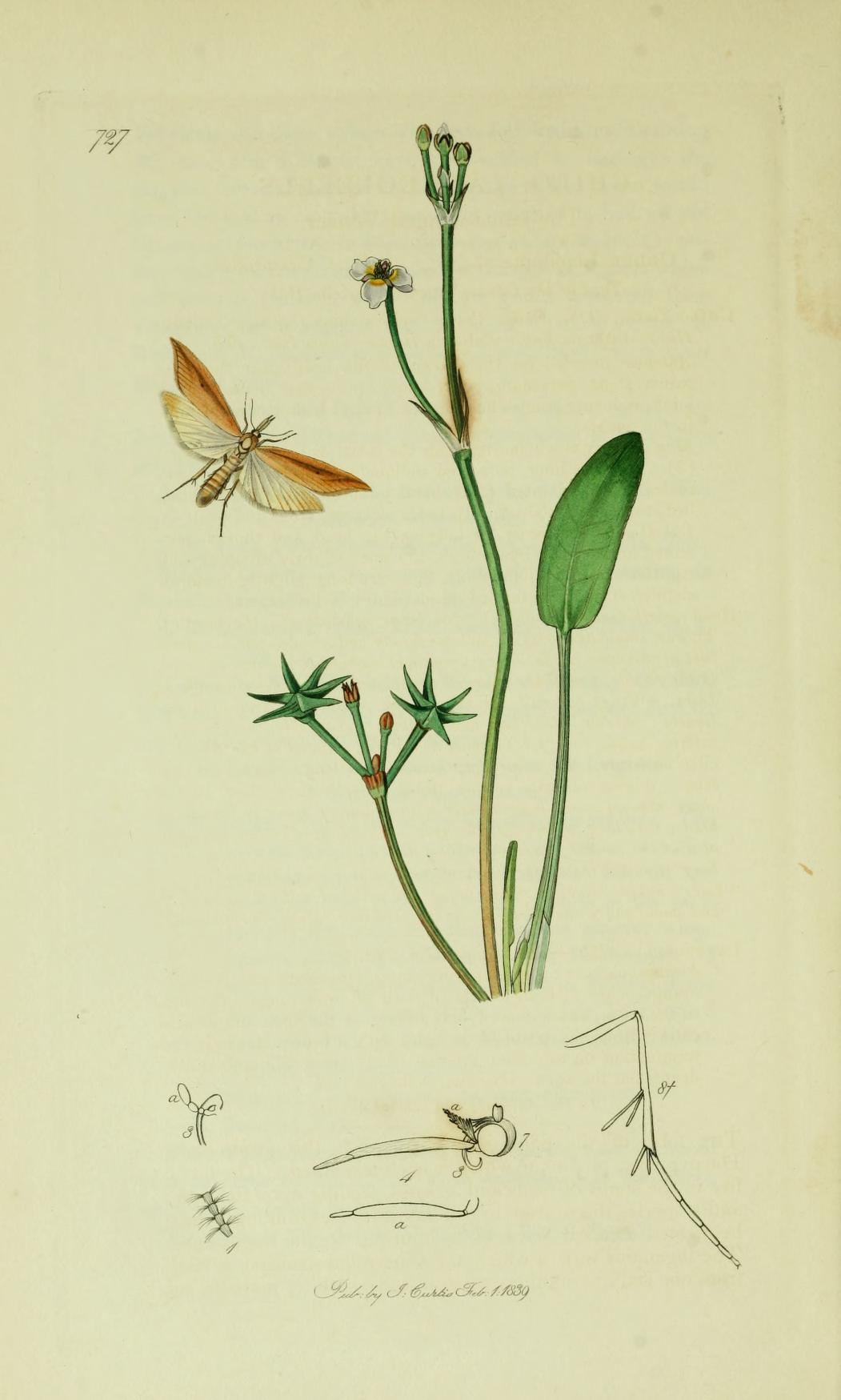
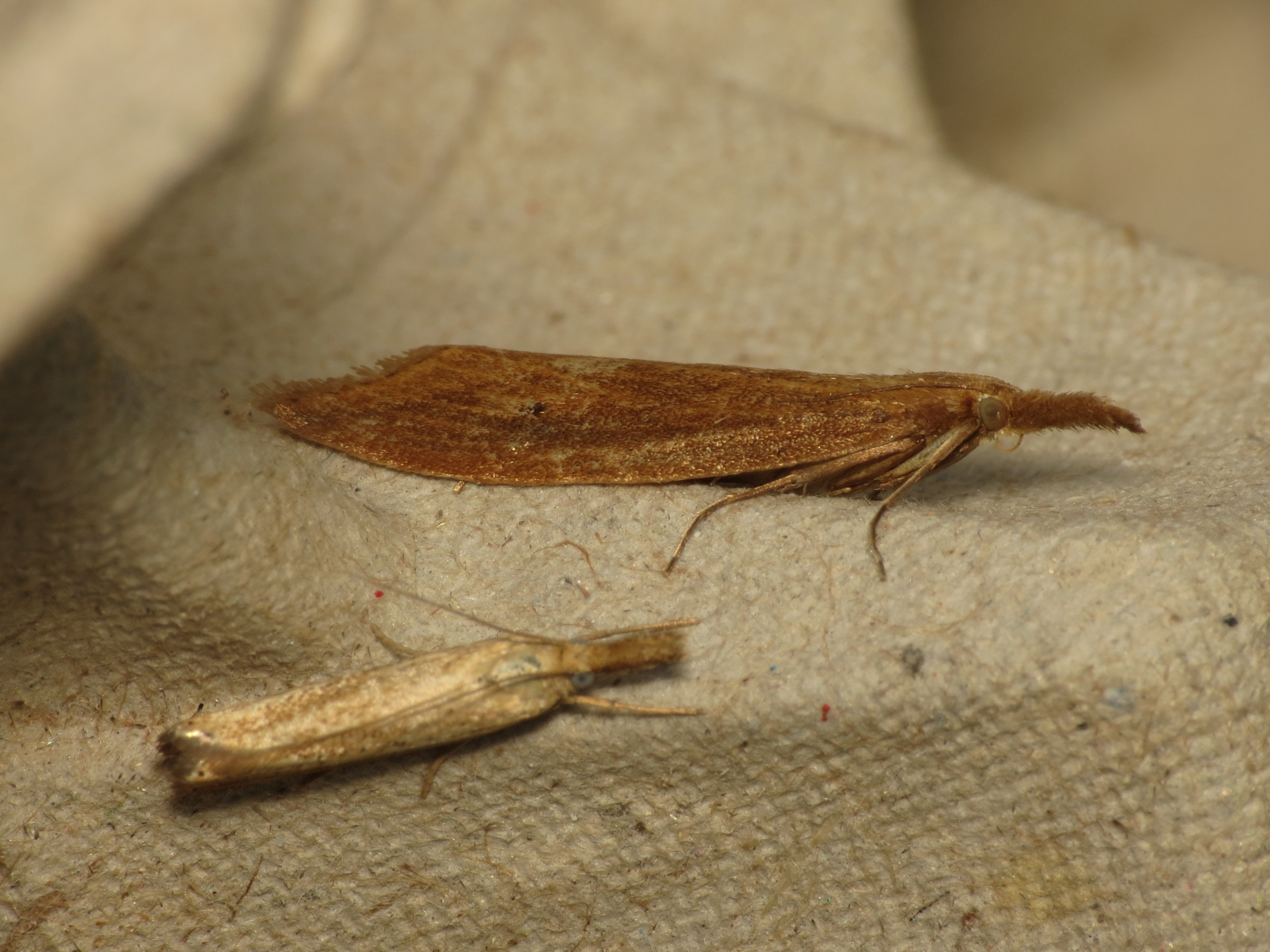
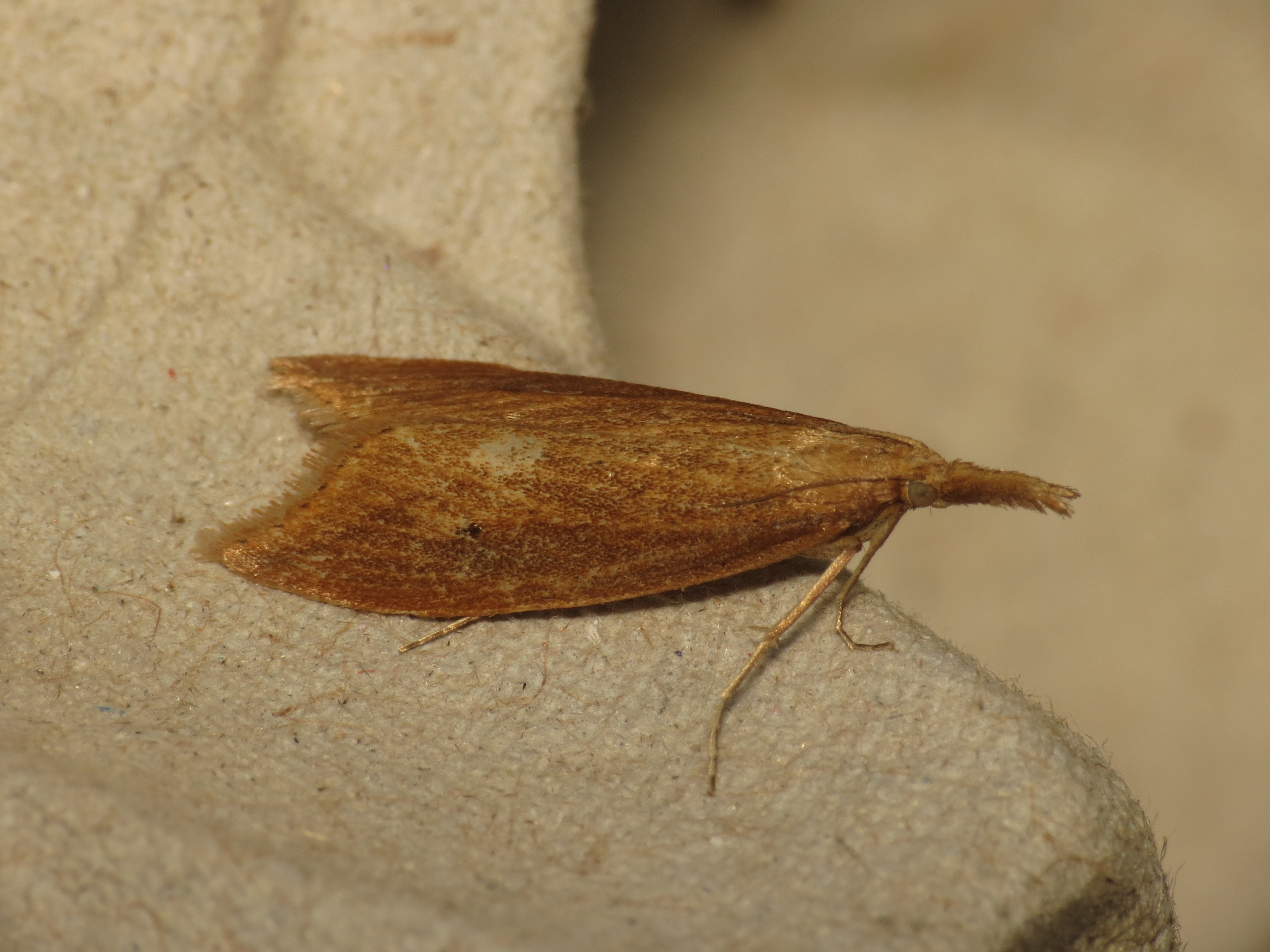
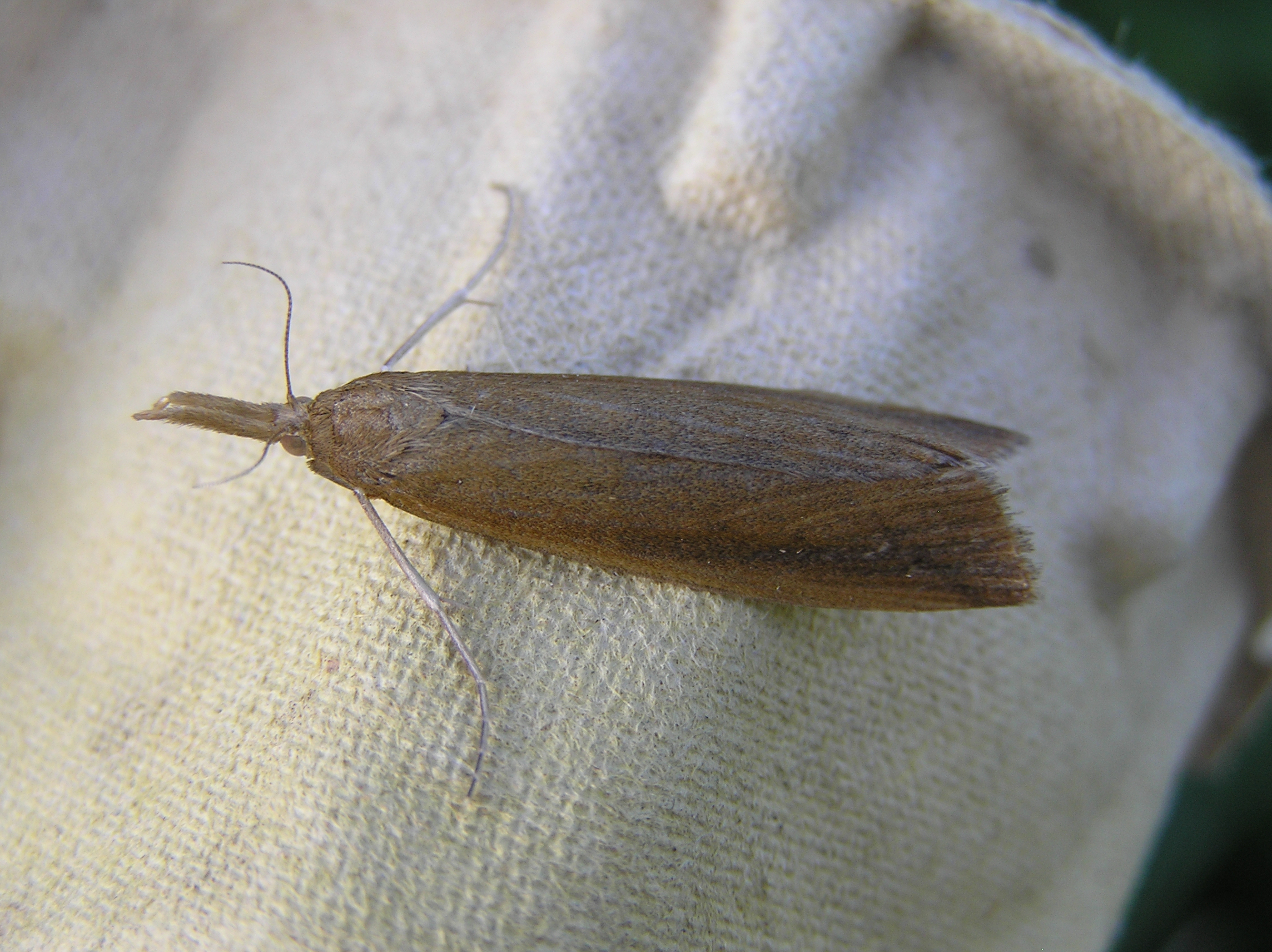
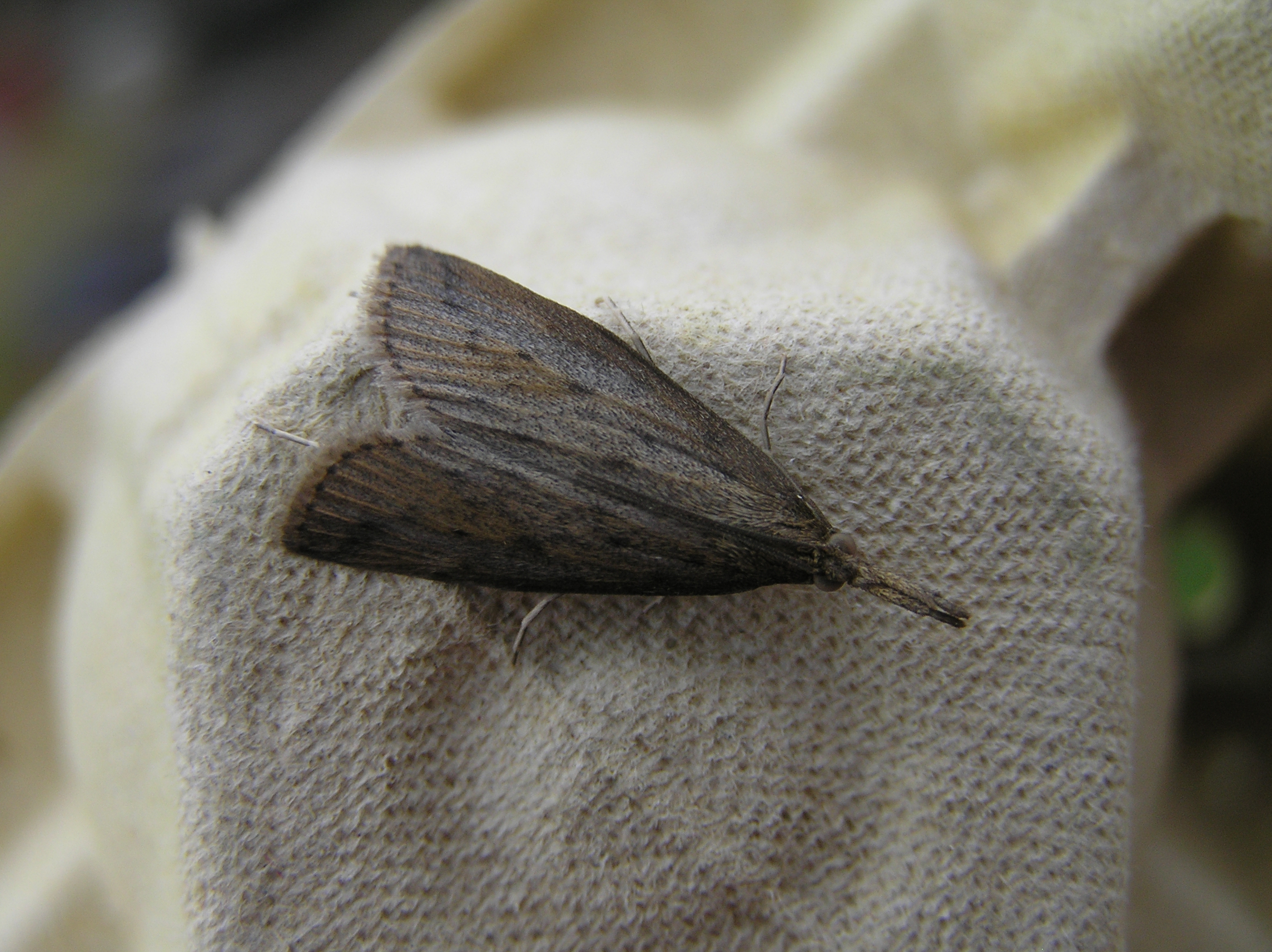
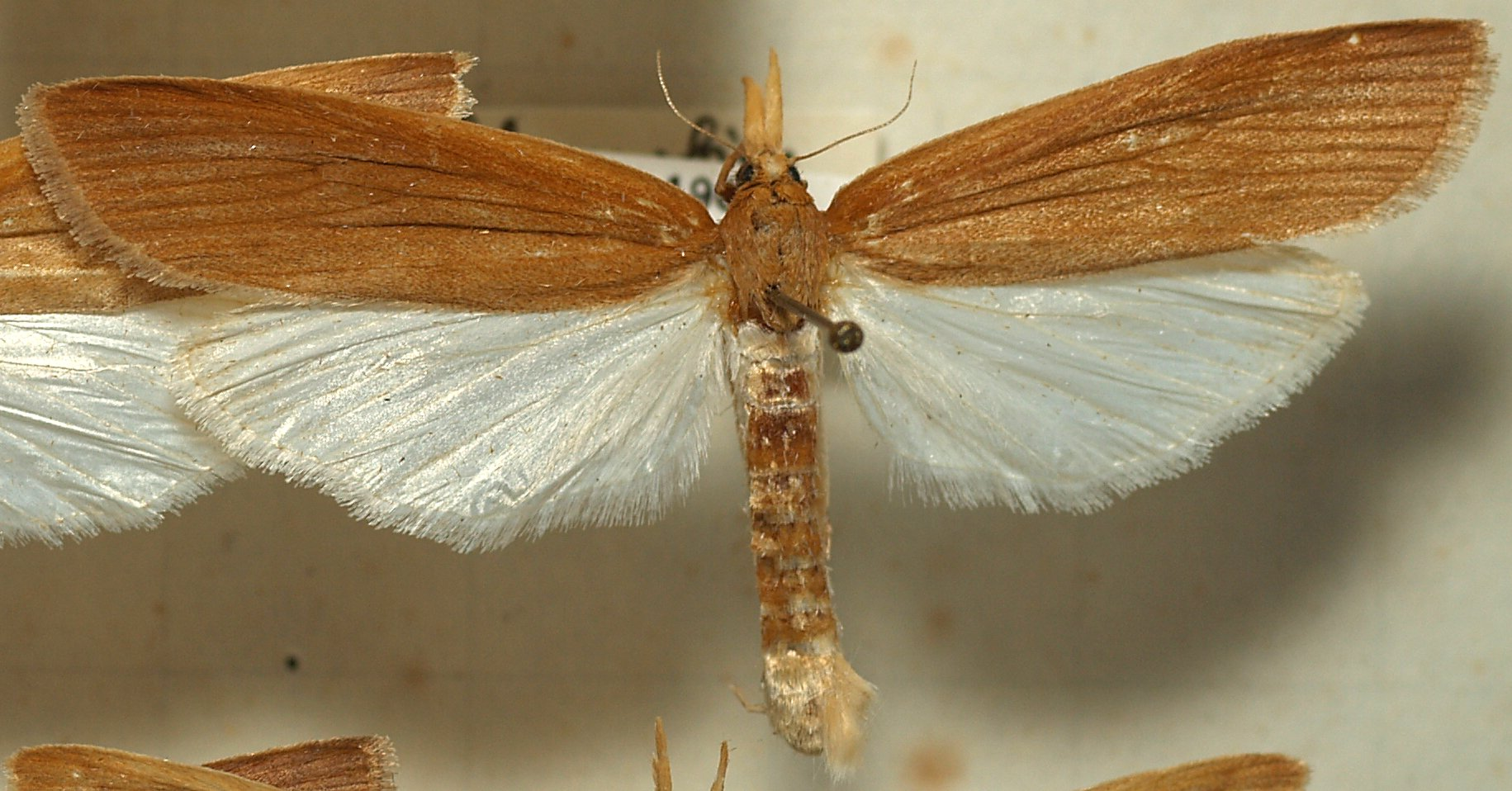

## Dottertaxa tillSchoenobius, i alfabetisk ordning[1][2]
- Schoenobius alitellus
- Schoenobius alpherakii
- Schoenobius argophthalmus
- Schoenobius arimatheella
- Schoenobius bicolorellus
- Schoenobius caminarius
- Schoenobius caudea
- Schoenobius consortella
- Schoenobius damienella
- Schoenobius dodatellus
- Schoenobius endochalybella
- Schoenobius endochralis
- Schoenobius flava
- Schoenobius forficella
- Schoenobius fulvitinctalis
- Schoenobius fumea
- Schoenobius gigantella
- Schoenobius gildasellus
- Schoenobius hasegawai
- Schoenobius hirta
- Schoenobius ignitalis
- Schoenobius immanis
- Schoenobius intermedia
- Schoenobius irrorata
- Schoenobius lanceolella
- Schoenobius lanceolellus
- Schoenobius latignathosius
- Schoenobius majoralis
- Schoenobius microforficellus
- Schoenobius molybdoplecta
- Schoenobius montivagellus
- Schoenobius niloticus
- Schoenobius ochraceellus
- Schoenobius parabolistes
- Schoenobius phaeopastalis
- Schoenobius porrectella
- Schoenobius pulverea
- Schoenobius pulverealis
- Schoenobius punctigerellus
- Schoenobius punticvittellus
- Schoenobius pyraustalis
- Schoenobius retractalis
- Schoenobius rufalis
- Schoenobius sagitella
- Schoenobius sasakii
- Schoenobius semifuscalis
- Schoenobius sicarius
- Schoenobius spurcatellus
- Schoenobius terreus
- Schoenobius tripartita
- Schoenobius uniformata
- Schoenobius vescerellus
- Schoenobius vinosellus
- Schoenobius vittatalis
- Schoenobius vittatus